# Runrig
Runrig var en skotsk musikgrupp inom folkrockgenren, bildad 1973. Gruppen sjunger både på engelska och gaeliska. Runrigs texter handlar ofta om Skottland, det skotska landskapet och livet där. De förmedlar hur det är att komma från den gaeliska kulturen och svårigheterna att bevara den efter århundraden av förföljelse och kamp.

## Gruppmedlemmar
Senaste medlemmar
- Rory MacDonald – basgitarr, sång (1973–2018)
- Calum MacDonald – slagverk, sång (1973–2018)
- Malcolm Jones – gitarr, elektronisk säckpipa, dragspel (1978–2018)
- Iain Baine – trummor (1980–2018)
- Bruce Guthro – gitarr, sång (1998–2018)
- Brian Hurren – klaviatur, sång (2001–2018)

Tidigare medlemmar
- Blair Douglas – dragspel, keyboard (1973–1974, 1978–1979)
- Donnie Munro – sång, gitarr (1974–1997)
- Robert Macdonald – dragspel (1974–1978)
- Campbell Gunn – sång (1976)
- Richard Cherns – keyboard (1981–1986)
- Pete Wishart – keyboard (1986–2001)

## Diskografi
Studioalbum
- 1978 – Play Gaelic
- 1979 – The Highland Connection
- 1981 – Recovery
- 1985 – Heartland
- 1987 – The Cutter and the Clan
- 1989 – Searchlight
- 1991 – The Big Wheel
- 1993 – Amazing Things
- 1995 – Mara
- 1999 – In Search of Angels
- 2001 – The Stamping Ground
- 2003 – Proterra (med Paul Mounsey)
- 2007 – Everything You See
- 2015 – The Story

Livealbum
- 1988 – Once in a Lifetime
- 1994 – Transmitting Live
- 2000 – Live at Celtic Connections
- 2004 – Day of Days
- 2008 – Year of the Flood
- 2014 – Party on the Moor

Samlingsalbum
- The Best of Runrig: Long Distance (1996)
- The Best: Thirty Year Journey (2005)
- 50 Great Songs (2010)

Singlar/EPs (topp 50 på UK Singles Chart)
- Capture the Heart EP (1990) (#49)
- Hearthammer EP (1991) (#25)
- "Flower of the West" (1991) (#43)
- "Wonderful" (1993) (#29)
- "The Greatest Flame" (1993) (#36)
- "This Time of Year" (1994) (#38)
- "An Ubhal as Àirde" (1995) (#18)
- "Things That Are" (1995) (#40)
- "Rhythm of My Heart" (1996) (#24)
- The Greatest Flame EP (1996) (#30)
- "Loch Lomond" (2007) (#9) (med Tartan Army)